# 글록 23
글록 23(독일어: Glock 23)은 글록 19의 .40 S&W 컴팩트 모델이다. 둘은 크기가 동일해서 어퍼 리시버와 탄창만 교체하면 탄종 전환이 가능할 정도다. 하부 리시버는 탄피차개 등 미세한 차이는 있는데, 9mm든 .40이든 아무 문제 없이 작동한다. 글록 19의 적절한 사이즈에, 9mm보다 조금 더 강한 탄을 원하는 사람에게 어필. 장탄수 13발. SIG P228을 대신해 FBI 요원들에게 지급되는 제식권총으로 알려져 있다. 13발들이 탄창을 사용한다. 2015년 말 FBI가 마이애미 총격사건 후 30년만에 글록 23을 9mm 파라벨럼 탄을 사용하는 자동권총으로 대체한다고 밝혔다. 그리고 2016년 6월 글록 17M과 19M이 새로운 제식으로 선정되었다.